# Tiazesim
Tiazesim (INN), hoặc thiazesim (BAN, USAN), trước đây được bán dưới tên thương hiệu Altinil, là một dị vòng chống trầm cảm liên quan đến các thuốc chống trầm cảm ba vòng (TCAs) mà, lần đầu tiên được giới thiệu vào năm 1966 bởi Squibb Corporation (nay là Bristol-Myers Squibb), kể từ đó đã bị ngưng và không còn được bán trên thị trường.